# S-(ヒドロキシメチル)マイコチオールデヒドロゲナーゼ
S-(ヒドロキシメチル)マイコチオールデヒドロゲナーゼ(S-(hydroxymethyl)mycothiol dehydrogenase)は、次の化学反応を触媒する酵素である。
S-(ヒドロキシメチル)マイコチオール + NAD+ {\displaystyle \rightleftharpoons } S-ホルミルマイコチオール + NADH + H+
この酵素の基質はS-(ヒドロキシメチル)マイコチオールとNAD+で、生成物はS-ホルミルマイコチオール、NADHとH+である。
この酵素は酸化還元酵素に属し、NAD+またはNADP+を受容体として供与体であるCH-OH基に特異的に作用する。組織名はS-(hydroxymethyl)mycothiol:NAD+ oxidoreductaseで、別名にNAD/factor-dependent formaldehyde dehydrogenase、mycothiol-dependent formaldehyde dehydrogenaseがある。